# Amazonska prašuma
Amazonska prašuma ili Amazonija (portugalski: Floresta Amazônica ili Amazônia; španjolski Selva Amazónica ili Amazonía) najveća je svjetska prašuma. Zauzima otprilike jednu trećinu Južne Amerike oko rijeke Amazone. To je ujedno i područje s najvećom bioraznolikošću na svijetu.
Područje prašume proteže se kroz 9 država, ali najveći dio, oko 60 %, nalazi se u Brazilu. Zbog nekontrolirane sječe dolazi do problema kao što su erozija, poplave i klimatskih promjena te se uništavaju staništa brojnim biljakama i životinjama.
U prašumi također žive mnoga domorodačka plemena.
Ime joj je dao španjolski istraživač Francisco de Orellana 1542. godine. Bio je prvim Europljaninom koji je otišao duboko u to područje gdje je vidio mnogo plemena žena ratnica koje su ga podsjetile na Amazonke iz grčke mitologije. 